# Isona i Conca Dellà
Isona i Conca Dellà è un comune spagnolo di 1 180 abitanti situato nella comunità autonoma della Catalogna.